# Lehre des Cheti

Ostrakon aus der 19. Dynastie mit der Inschrift „Lehre des Cheti“. Turin, Museo Egizio

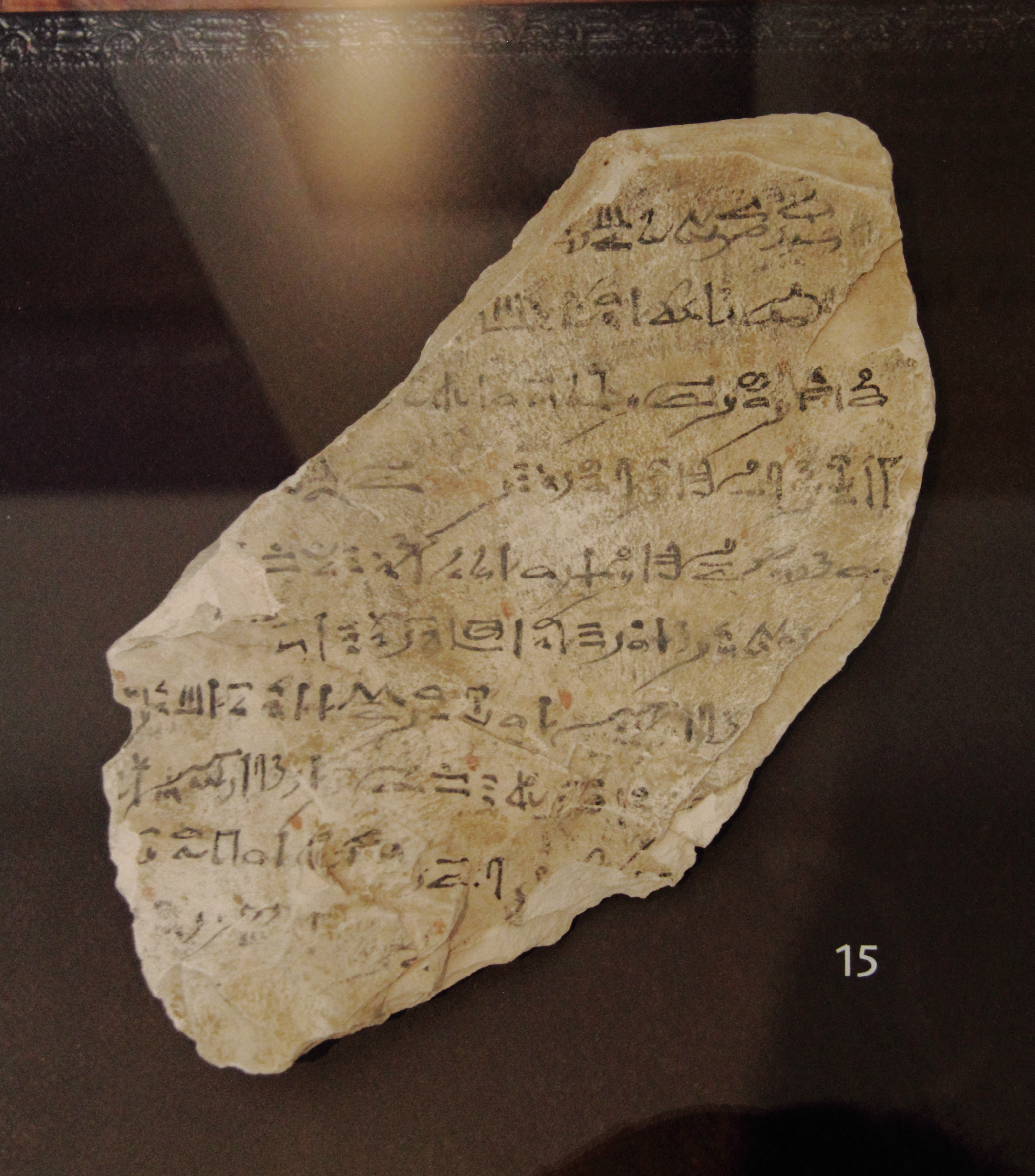
Ashmolean Museum (Oxford), altägyptisches Kalkstein-Ostrakon beschrieben in hieratischer Schrift mit einem Teil des Textes Lehre des Cheti, Deir el-Medina, Neues Reich, 19./20. Dynastie

Die Lehre des Cheti ist eine altägyptische Weisheitslehre der 12. Dynastie, die auf vier Papyri, zwei Schreibtafeln und zahllosen Ostraka überliefert ist, die ältesten Zeugnisse stammen aus der 18. Dynastie. Sie beschreibt die Vorzüge des Schreiberberufes und zählt die Nachteile anderer, meist handwerklicher und landwirtschaftlicher Berufe auf.

## Text
Der Text beginnt mit einer Rahmenhandlung: der Vater „Cheti“, möglicherweise richtiger „Dua-Cheti“ (Dw3-Ḫtjj), begleitet seinen Sohn Pepi zur Residenzschule mit der Ermahnung, in der Schule fleißig zu sein und Beamter zu werden. Dabei stellt Cheti den von ihm als überaus angenehm geschilderten Beruf des Schreibers anderen Berufen gegenüber, die im Gegensatz dazu als anstrengend und gefährlich beschrieben werden. In einem zweiten Teil gibt der Vater dem Sohn noch einige Benimmregeln, wie sie sich in ähnlicher Form auch in anderen Lehren der altägyptischen Literatur finden. Zum Schluss stellt der Vater noch einmal die Vorteile des Schreiberberufes heraus.

## Die Entstehung
Die Entstehung der Lehre des Cheti in der 12. Dynastie wird aus dem großen Bedarf an Beamten beim Aufbau des Staates zu Beginn des Mittleren Reiches erklärt. Diese Lehre war im Schulbetrieb offenbar lange sehr beliebt, denn noch die Mendes-Stele des Ptolemaios II. Philadelphos zitiert eine Passage aus ihr. Möglicherweise wurde sogar das Buch Jesus Sirach von der Lehre des Cheti beeinflusst.